# سیارک ۹۱۱۹۹
سیارک ۹۱۱۹۹ (به انگلیسی: 91199 Johngray، نامگذاری:1998SS147) نود و یک هزار و صد و نود و نهمین سیارک کشف شده‌است که در ۲۰ سپتامبر ۱۹۹۸ کشف شد.